# Provincia Fermo
Fermo este o provincie în regiunea Marche în Italia. A fost creată în mai 2004, dar a devenit efectivă abia în anul 2009. A fost creată din Provincia Ascoli Piceno și are 40 de comune.